# Список умерших в 1355 году

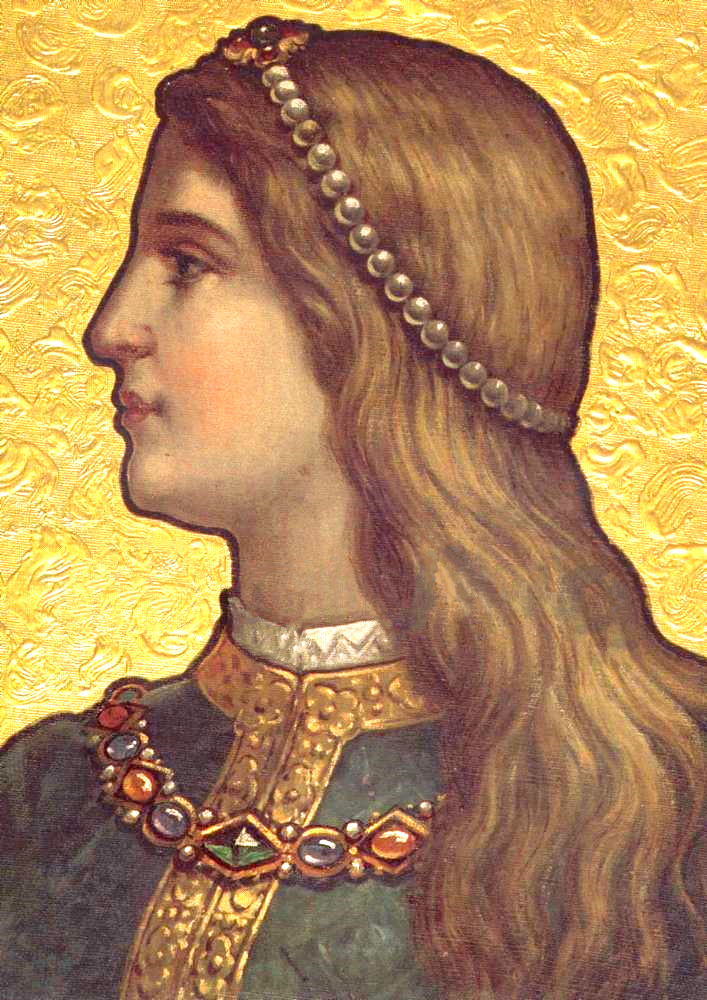
Инес де Кастро

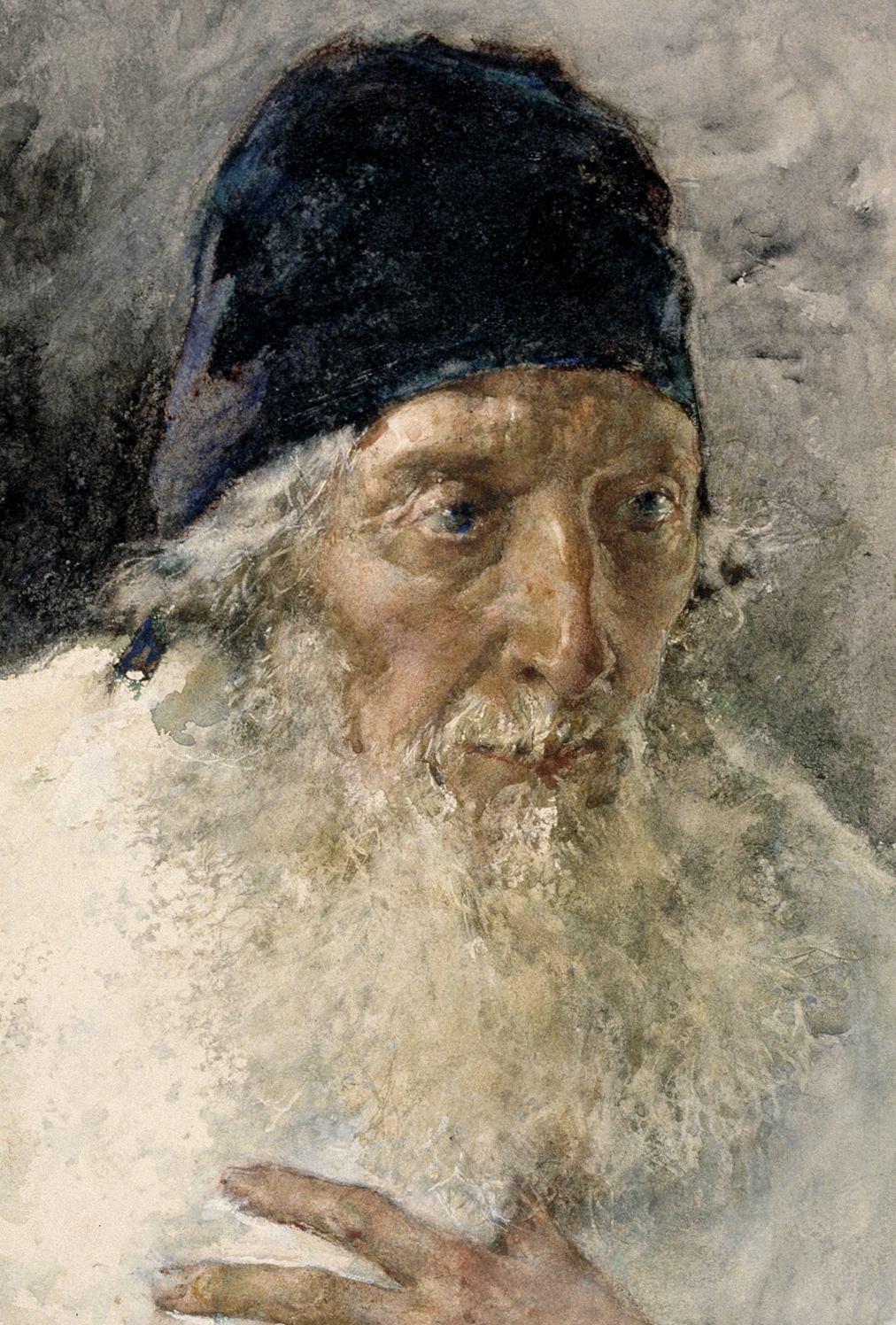
Марино Фальер

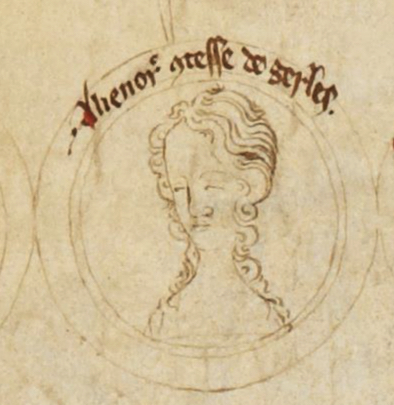
Элеонора Вудстокская

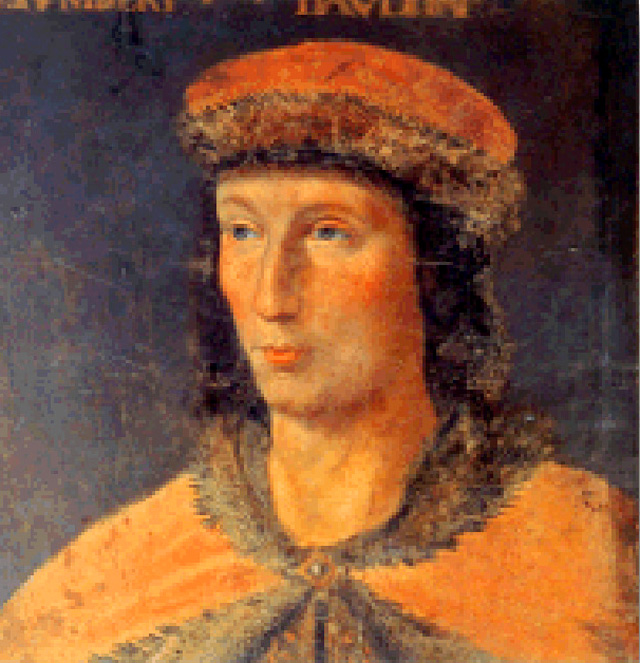
Умберт II

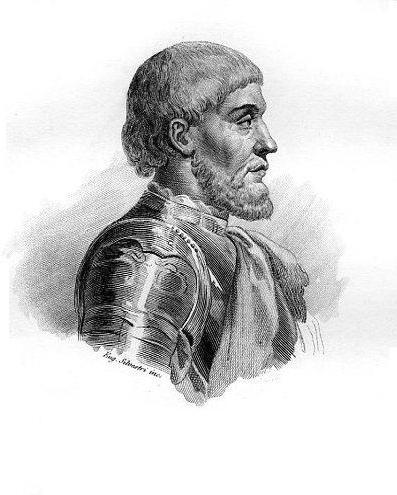
Маттео II Висконти

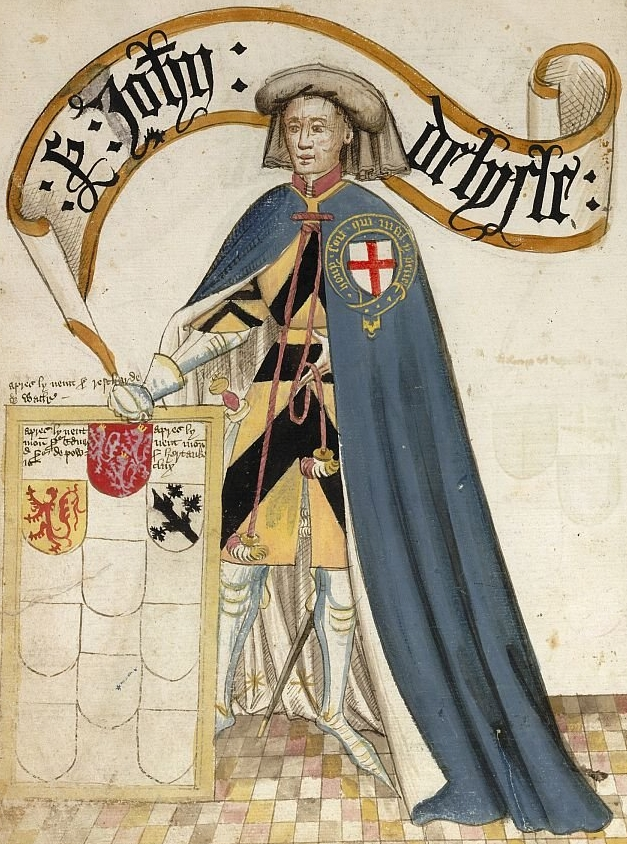
Джон Лайл, 2-й барон Лайл из Ружемонта

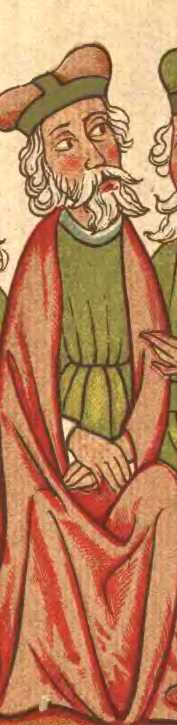
Казимир I Варшавский

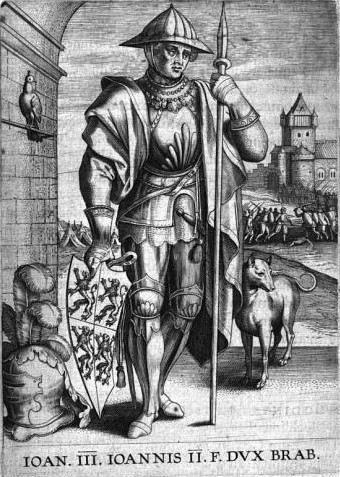
Жан III

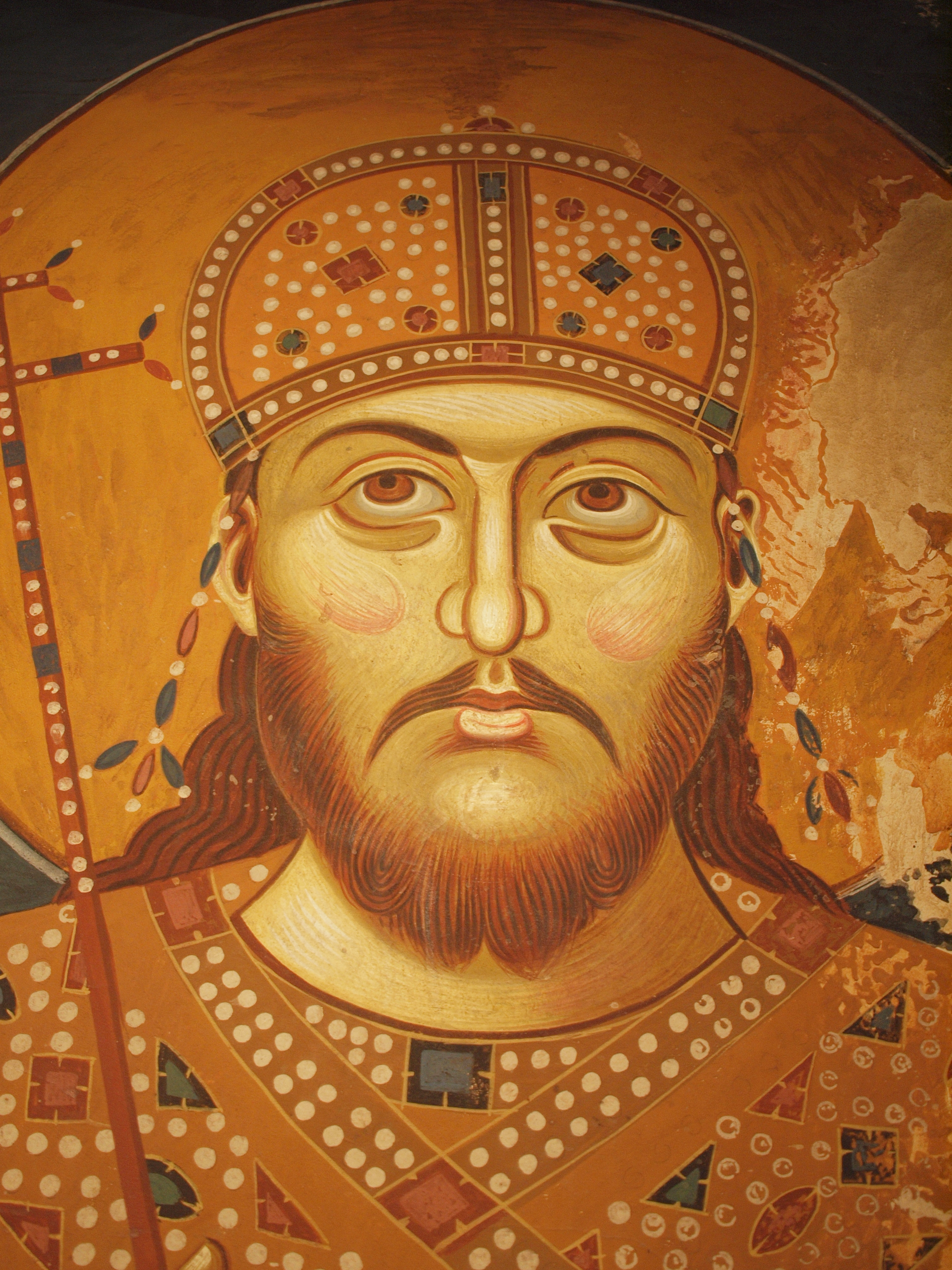
Стефан Урош IV Душан

В этой статье представлен список известных людей, умерших в 1355 году.
См. также: Категория:Умершие в 1355 году

## Январь
- 3 января — Михаэль де Леоне[фр.] — немецкий историк
- 6 января — Уильям Бэйтмен[англ.] — епископ Нориджа (1344—1355)
- 7 января — Инес де Кастро (34)  — фаворитка будущего португальского короля Педру I, после смерти признанная его женой; казнена.
- 12 января — Альбрехт I фон Хоэнфельс[нем.] — епископ Айхштетта (1344—1353).
- 25 января — Джон де Кобем — 2-й барон Кобем (1339—1355).

## Февраль
- 1 февраля — Пейтавин де Монтескью[фр.] — кардинал-священник Saints-Apôtres (1350—1355)

## Март
- 11 марта — Симон де Видале[англ.] — епископ Галлоуэя (1326—1355).
- 17 марта — Морис ле Бруин, английский рыцарь, барон Бруин (1313—1355).
- 25 марта — Ульрих фон Лензбург[нем.] — епископ Кур (1331—1355)

## Апрель
- 7 апреля — Марина Смилец[англ.] — дочь болгарского царя Смилеца, жена деспота Крынской области Алдимира
- 14 апреля — Герлах II[нем.] — граф Исенбург-Лимбург (1312—1355)
- 16 апреля — Филиппо Календарио — венецианский архитектор и скульптор, предполагаемый строитель Дворца дожей в Венеции. Казнён (повешен) за участие в заговоре Марино Фальери.
- 17 апреля — Марино Фальер — венецианский дож (1354—1355), казнён.
- 22 апреля — Элеонора Вудстокская (36) — дочь короля Англии Эдуарда II, жена Рейнольда II Гелдернского.

## Май
- 22 мая — Умберт II — последний независимый дофин Вьеннский, граф Альбона, Гренобля, Уазана и Бриансона (1333—1349), архиепископ Реймса (1352—1355); умер от чумы.
- 31 мая — Войцех Палука[англ.] — епископ познанский (1347—1355)
- Владислав Цешинский — польский князь, старший сын Казимира I Цешинского

## Июль
- 11 июля — Федериго Рандаццо — герцог Афин и Неопатрии (1348—1355); умер от чумы
- 31 июля — Николас Кантилупе, 3-й барон Кантилупе[нем.] — барон Кантилупе

## Август
- 3 августа — Бартоломью де Бергерш — 1-й барон Бергерш (1329—1355), лорд хранитель пяти портов (1327—1330, 1348—1355).
- 24 августа — Пьер де Корнейан — великий магистр ордена госпитальеров (1353—1355)
- Альберт Аччайоли[фр.] — епископ Апта (1331—1332), епископ Болоньи (1332—1339), епископ Невера (1339—1355)

## Сентябрь
- 27 сентября или 28 сентября — Рудмар фон Хадер[нем.] — епископ Зеккау (1337—1355)
- 29 сентября — Маттео II Висконти — соправитель Милана (1354—1355); отравлен

## Октябрь
- 3 октября — Рейнхольд Целлер[нем.] — пробст Берхтесгаденского пробства (1351—1355)
- 4 октября — Болеслав Бытомский — князь Бытомский (1352—1354/1355), Козленский (1352—1354/1355) и Тошецкий (1352—1354/1355). Последний мужской представитель бытомский линии Силезских Пястов.
- 14 октября — Джон де Лайл — 2-й барон Лайл из Ружемонта, английский военачальник, один из рыцарей-основателей ордена Подвязки. Убит во время похода англичан через южную Францию.
- 16 октября — Людовик, король Сицилийского королевства (официально король Тринакрии) (1342—1355). Умер от чумы.
- 21 октября — Бертран де Дё — архиепископ Амбрёна (1323—1338), кардинал-священник Сан Марко (1338—1348), кардинал-епископ Сабина-Поджо Миртето (1348—1355).
- 22 октября — Констанция Сицилийская[англ.] — дочь короля Сицилии Педро II, регент Сицилии (1352—1355), умерла от чумы.
- 23 октября — Бласко II Д’Алагон[англ.] — государственный деятель королевства Сицилия, великий юстициарий, регент королевства при короле Людовике (1348—1352); убит
- 28 октября — Арно де Виллемур[итал.] — французский кардинал-священник San Sisto 1350—1355)

## Ноябрь
- 6 ноября — Арнальдо де Барбазан[англ.] — епископ Памплоны (1319—1355)
- 26 ноября — Казимир I Варшавский — князь черский (1341—1349), варшавский (1341—1355) и равский (1345—1349)

## Декабрь
- 5 декабря — Жан III Победитель — герцог Брабанта и Лимбурга (1312—1355)
- 20 декабря — Стефан Урош IV Душан (47) — Король Сербии (1331—1346), Царь сербов и греков (1341—1355)

## Дата неизвестна или требует уточнения
- Адудуддин аль-Иджи — мусульманский философ, представитель позднего калама. Крупнейший систематизатор перипатетизирующего калама, занимал пост верховного судьи (кади). Умер в тюрьме.
- Баат, сиамский принц, правивший Камбоджей в период сиамской оккупации (1353—1355).
- Джон де Райт[англ.] — епископ Абердина (1350—1355).
- Миклош I Другет, венгерский барон и военный лидер.
- Дэвид Линдсей оф Кроуфорд[англ.] — шотландский дворянин, посол Шотландии в Англии (1349, 1351)
- Екатерина Венгерская[англ.] — дочь короля Венгрии Карла Роберта, княгиня-консорт Видницкая, (1338—1345), жена Генриха II Свидницкого, мать Анны Свидницкой
- Жанна II де Дрё — графиня Дрё (1346—1355), последняя представительница старшей ветви рода Дрё, виконтесса-консорт де Туар (1330—1350), жена Луи I де Туара
- Катерина Боснийская[англ.] — дочь бана Боснии Степана Котромана, жена князя Николая Захумского
- Константин Васильевич — князь Суздальский (1332—1341), первый князь Нижегородский (1341—1355).
- Михаил Асень IV[англ.] — сын и соправитель болгарского царя Ивана Александра, наследник престола; погиб в битве с турками
- Мхитар I[фр.] — католикос Армянской апостольской церкви (1341—1355)
- Никколо дельи Арчони[итал.] — епископ Терамо (1317—1355)
- Педро Руис де Виллегас[англ.] — каталонский дворянин, убит во время Кастильской гражданской войны.
- Пейн де Роэ, рыцарь из Эно (Геннегау), герольд Фламандии, участник Столетней войны, герольдмейстер Аквитании, перебравшийся в Англию.
- Петер Маулей, 3-й барон Маулей[нем.] — барон Маулей (1348–1355)
- Роберт де Эмельдон[англ.] — лорд-казначей Ирландии (1348—1349), старший барон ирландского казначейства (1351)
- Санчо Бласкес Давила[исп.] — епископ Авилы (1312—1355)
- Танг Ди[англ.] — китайский художник
- Таци Аль-Дин Аль-Субки[англ.] — арабский учёный-правовед, главный судья Сирии
- Тогто — монгольский государственный деятель, главнокомандующий, историограф в Китае в конце правления династии Юань. Совершил самоубийство по приказу императора.
- Фархи, Эстори — известнейший палестиновед и выдающийся талмудист, еврейский ришоним.
- Фернандо Перес Понсе де Леон[исп.] — магистр ордена Алькантара (1346—1355)
- Ханагид, Йехошуа[англ.] — раввинский учёный и судья
- Хуан Нуньес де Прадо[англ.] — португальский и кастильский дворянин, великий мастер ордена Калатравы (1322—1355); убит после низложения
- Чао Жибай[англ.] — китайский художник
- Элизабет Мур — первая жена будущего короля Шотландии Роберта II, мать короля Роберта III.
- Эрлинг Видкунссон[англ.] — норвежский дворянин, регент Норвегии (1323—1332) при короле Магнусе Эрикссоне

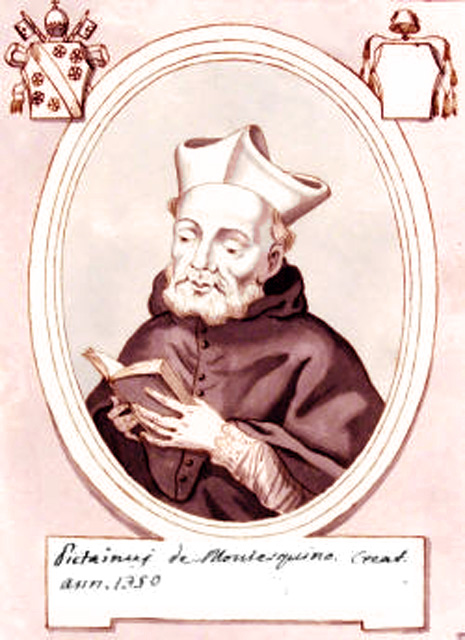
Пейтавин де Монтескью
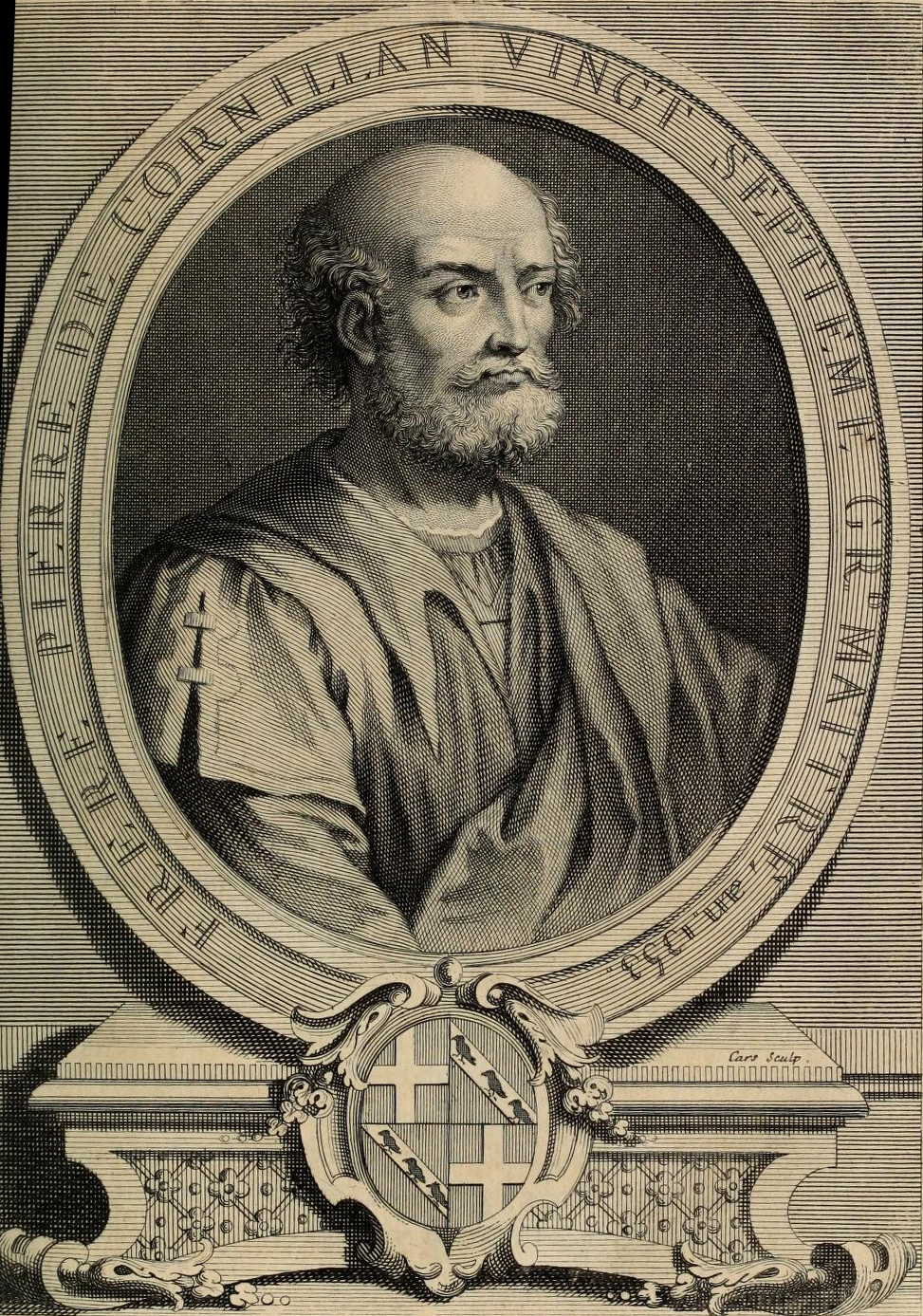
Пьер де Корнейан
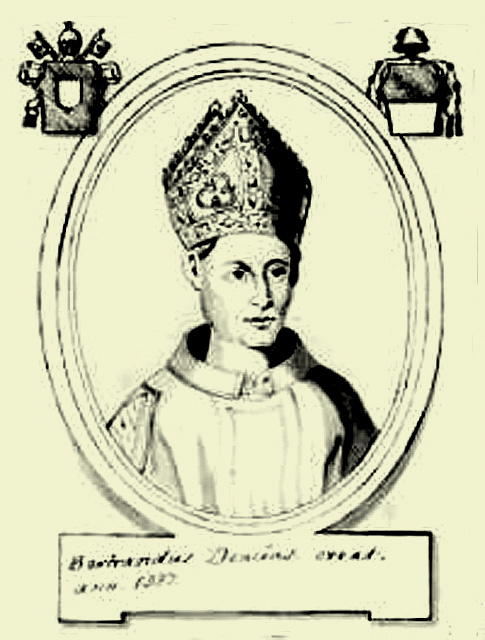
Бертран де Дё
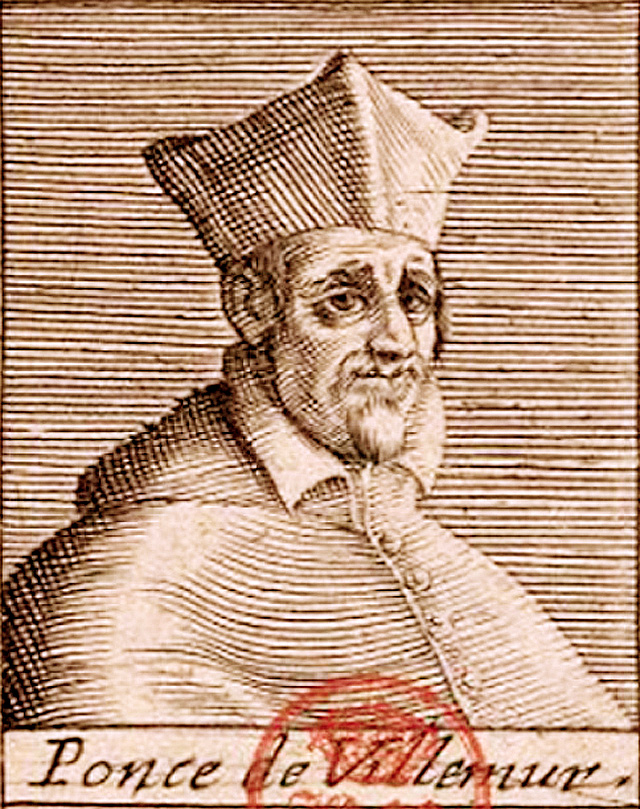
Арно де Виллемур